# The Abominable Showman
The Abominable Showman è il quarto album in studio del cantautore britannico Nick Lowe, pubblicato nel 1983.

## Tracce
Testi e musiche di Nick Lowe, eccetto dove indicato.
1. We Want Action – 2:35 (Lowe, Carlene Carter)
2. Ragin' Eyes – 2:38
3. Cool Reaction – 2:35 (Pete Marsh, Andy Howell)
4. Time Wounds All Heels – 2:42 (Lowe, Carter, Simon Climie)
5. (For Every Woman Who Ever Made a Fool of a Man There's a Woman Made a) Man of a Fool – 2:44
6. Tanque-Rae – 2:48
7. Wish You Were Here – 3:14
8. Chicken and Feathers – 2:44
9. Paid The Price – 3:24 (Moon Martin)
10. Mess Around With Love – 3:05
11. Saint Beneath The Paint – 2:48
12. How Do You Talk To An Angel – 3:50